# Stefan Konprecht
Stefan Konprecht (* 20. Mai 1986 in Offenburg) ist ein deutscher Faustballer, Kommunalpolitiker und Künstler.

## Sport
Konprecht stammt aus einer Familie von Faustballern. Zu Beginn seiner Karriere spielte er für Offenburg im Angriff an der Seite seines älteren Bruders Bernd Konprecht Junior. Bekannt wurde der Name Konprecht in der Faustball-Szene durch Bernd Konprecht senior. Vater Konprecht war zwischen 1976 und 1982 zweimal deutscher Meister mit Offenburg, ebenso oft Europameister und sogar dreimal Weltmeister (1976, 1979 und 1982).
Stefan Konprecht zählt auf der zentralen Position des Schlagmanns zu den großen deutschen Talenten. Nach dem altersbedingten Rückzug mehrerer Spieler nach der Weltmeisterschaft 2007 in Oldenburg berücksichtigte Bundestrainer Olaf Neuenfeld Konprecht für die EM 2008 in Stuttgart. Dort fiel ihm eine gewichtige Rolle im deutschen Angriffsspiel zu, wobei dem Offenburger und seinen Nationalmannschaftskollegen hinter Weltmeister Österreich und Titelverteidiger Schweiz nur der dritte Platz blieb. Bei den Junioren war Angreifer Konprecht zwischen 2005 und 2007 dreimal Europameister.
Mit Offenburg zählt Konprecht zur deutschen Spitze im Faustball. Bei der Endrunde um die nationale Meisterschaft musste er sich 2007 mit seiner Mannschaft nur dem Gastgeber und Favoriten TV Westfalia Hamm geschlagen geben. 2008 ist Offenburg als Erster der 1. Bundesliga Süd bei der DM-Endrunde im September in Hirschfelde vertreten. Auf europäischer Ebene belegte Konprecht mit der Offenburger FG 2008 und dem FBC Offenburg 2013 den zweiten Platz beim IFA-Pokal. Insgesamt kam Stefan Konprecht auf 12 A-, 11 B- und 5 C-Einsätze für die Bundesrepublik Deutschland.
Konprecht war Vize-Europameister Jugend 2004, Europameister Junioren 2005, 2006, 2007; 3. Platz Europameisterschaften Herren, Vize-IFA-Pokalsieger 2013, Sieger des Deutschen Turnfestes 2013.

## Politik
Konprecht ist Vereins- und Fraktionsvorsitzender der Freien Wähler Offenburg e.V.
2009 bis 2014 war Stefan Konprecht Mitglied im Offenburger Stadtrat für die Fraktion Freie Wähler. Hierbei vertrat er sie in den Ausschüssen Familie und Jugend, stellvertretend im Ausschuss Schule und Sport sowie im Integrationsbeirat und der Musikschule.
Seit 2016 ist Konprecht für die Freien Wähler Offenburg wieder im Gemeinderat der Stadt Offenburg und ist seit der Kommunalwahl 2019 Fraktionsvorsitzender. Ebenso sitzt Stefan Konprecht seit 2019 für die Freien Wähler im Kreistag des Ortenaukreises.

## Kunst
Seit 2022 geht Stefan Konprecht (Künstlername: sklouis.art) der Kunst nach. Der Autodidakt durfte am 18. September 2022 im Rahmen des Festaktes zu Ehren des 80. Geburtstages von Wolfgang Schäuble, sein Werk „AN.GEKREIDET“ an den Jubilar übergeben.

## Privates
Konprecht heiratete am 1. Juli 2023 die ehemalige Volleyballerin Pia Leweling.